# جورج بي. كرايغ
جورج بي. كرايغ (بالإنجليزية: George B. Craig)‏ هو عالم حيوانات وعالم حشرات وأحيائي أمريكي، ولد في 1930 في شيكاغو في الولايات المتحدة، وتوفي في 1995.